# Batalla de Quifangondo
La batalla de Quifangondo va tenir lloc el 10 de novembre de 1975, el dia abans que Moviment Popular per a l'Alliberament d'Angola (MPLA) va declarar la independència d'Angola de Portugal. Es pot considerar com la primera batalla de la Guerra Civil angolesa (1975-2002).

## Antecedents
El MPLA sota Agostinho Neto havia guanyat el control de la capital d'Angola, Luanda, mentre que els dos moviments d'alliberament rivals, el Front Nacional d'Alliberament d'Angola (FNLA) i la Unió Nacional per a la Independència Total d' Angola (UNITA), lluitaven per un punt de suport en la pròpia de capital abans que es pogués declarar la independència.
La força del FNLA sota Holden Roberto es componia de 1.000 combatents, 120 soldats majoritàriament lusoangolesos blancs sota el comandament de Coronel Santos e Castro, dos batallons de l'Exèrcit del Zaire dirigits pel comandant del 7è Batalló Coronel Mamina Lama i prop de 50 soldats sud-africans sota el comandament del general de brigada Ben Roos.
Atacant des del nord-est d'Angola, el FNLA va derrotar el MPLA a Porto Quipiri abans de marxar a Quifangondo en el seu camí cap a Luanda. Les forces sud-africanes havien entrat a Angola des d'Àfrica del Sud-Oest, ocuparen tot el sud d'Angola i el va lliurar a UNITA. El 10 de novembre havien arribat a uns centenars de km de la capital.
Menys de 24 hores abans de la independència, Roberto, ignorant el consell que un assalt frontal no funcionaria, va decidir llançar un atac contra Luanda. Les defenses de la ciutat es van col·locar al voltant de l'estratègicament situada localitat de Quifangondo, al voltant del 10 km a l'est de Luanda.

## Batalla
A petició de Roberto, la Força de Defensa de Sud-àfrica proporciona tres BL 5.5 inch Medium Gun de la Segona Guerra Mundial per donar suport l'atac, que es trobava en un terreny elevat al Morro do Cal, així com una obertura atac aeri per bombardeigs Camberra. També els proporcionaren dos canons nord-coreans de 130 mm de l'exèrcit zairès.
La vigília de la batalla, Cuba va posar en marxa una intervenció a gran escala (Operació Carlota) en nom del MPLA i va traslladar en helicòpter les primer forces especials a Luanda. Els calia amb urgència homes pels sis llançacoets múltiples BM-21 subministrats per la Unió Soviètica, els primers a arribar a Angola i portats a la posició en l'últim minut. (El retard dels llançadors havia estat causat per problemes logístics en l'obtenció d'espoletes per les armes; en tot cas, el seu desplegament a la fi va impedir la seva detecció i va assegurar una completa sorpresa.)
L'atac aeri de la Força Aèria Sud-africana (SADF) va tirar endavant com estava previst, i l'artilleria va bombardejar les posicions de les FAPLA durant la nit. No obstant això, l'atac a terra no va pressionar immediatament després. La força atacant va marxar en una sola línia al llarg del riu Bengo i es va enfrontar a una força de 1.000 tropes cubanes i de la FAPLA a altra banda del riu. Els cubans i els defensors del MPLA va esperar fins que tota la força atacant va quedar encaixonat a la zona de mort entre la costa i la llacuna, abans de bombardejar-la amb morters i coets de 122 mm, destruint la major part del vehicles blindats del FNLA i sis jeeps que portaven canons sense retrocés en la primera hora de lluita. Els testimonis van estimar que la força cubana va disparar 2.000 coets contra el FNLA. Llavors els cubans van conduir avançar, llançant granades RPG-7, disparant amb armes antiaèries, matant centenars de persones. Els artillers sudafricans tenien poca potència per ajudar, i les seves armes obsoletes foren superades de manera significativa pels coets cubans.
D'altra banda, quan els canons nord-coreans de 130 mm de l'Exèrcit del Zaire que podien disparar a distància va ser disparats per primera vegada, la recambra va explotar, matant al tinent al comandament zairès dels dos canons; després d'això els seus homes es van negar a tornar a disparar l'arma. L'equip d'artilleria del Zaire era tan incompetent que s'havien oblidat de carregar els mecanismes de retrocés de les peces d'artilleria amb lubricant, el que va causar la que retrocàrrega explotés al primer tret. A més, les instruccions dels canons estaven en coreà i no podien ser llegides o utilitzades pels soldats zairesos francòfons.
Roberto va passar la nit del 10 de novembre, la proclamació d'independència d'Angola, a la seva base d'Ambriz, uns 70 kilòmetres al nord de Quifangondo on havia mantingut el seu comandament en els últims mesos. Quan Roberto va arribar prop de Quifangondo el matí següent, va descobrir algunes de les seves forces en retirada desordenadament al nord-est en grups fragmentats. L'horitzó de la capital s'havia il·luminat amb focs artificials a la mitjanit el 10 de novembre per la celebració de la independència de Portugal. Les tropes del FNLA a la cresta nord-est de Quifangondo, que mai abans havia vist focs artificials, van veure volar de coets a l'horitzó de Luanda i els entrà pànic de nou, pensant que eren més trets dels temuts míssils cubans de 122 mm que havien colpejat la seva columna avançant amb força a la vall més d'hora al dia.
El coronel de la força comando portuguesa Santos e Castro també fugia en desordre a causa de la pèrdua de la major part dels seus vehicles blindats Panhard i la mort d'alguns dels seus efectius en la batalla del dia anterior. S'havien consolidat a una distància curta al nord-est de la seva posició ocupada anteriorment en una carena, deixant allí les armes i una petita força sud-africanes per protegir els canons del sud-africans vulnerables a qualsevol ataca per terra cubà i del MPLA. El general de brigada sud-africà Ben Roos va amenaçar de retirar immediatament les seves peces d'artilleria del nord d'Angola si les seves armes no estaven protegits per una línia de tropes davant dels canons. Roberto estava furiós pels oficials portuguesos angolesos per deixar exposades les armes sud-africanes.
El FNLA no va fer cap esforç per avançar a través de la vall de Quifangondo a Luanda. Amb el suport cubà al país, en les següents setmanes, el FNLA va ser gairebé aniquilat en una sèrie de noves batalles al nord-est d'Angola. Els zairesos havien fugit i finalment els artillers sud-africans es van retirar a Ambrizette on van ser evacuats pel SAS President Steyn, una fragata de l'Armada Sud-africana, posant així fi a l'Operació Savannah. La força cubana i del MPLA acabà definitivament amb la importància del FNLA a la Guerra Civil angolesa.
La derrota a Quifangondo fou coneguda entre els militants del FNLA com a "Nshila wa Lufu" ("Carretera de la Mort").